# 김현기 (1956년)
김현기(金顯基, 1956년 2월 5일 ~ , 경상북도 영주시)는 대한민국의 서울특별시의회 의원이다.

## 학력
- 국립철도고등학교
- 방송통신대학교 행정학
- 동국대학교 대학원 행정학과 졸업(행정학박사)

## 경력
- 마포구의회 전문위원
- 장안대학교 겸임전임강사
- 국회의원 보좌관
- 2006.07 ~ 2010.06: 제7대 서울특별시의회 의원
- 서울시립대학교 겸임교수
- 2010.07 ~ 2014.06: 제8대 서울특별시의회 의원
- 2014.07 ~ 2018.06: 제9대 서울특별시의회 의원
- 국민의힘 서울특별시당 대변인
- 국민통합시민운동 민생경제위원장
- 강남구 노인장기요양보험등급판정위원장
- 한국건강관리협회 서울서부지부장
- 포럼 강남민생함께 대표
- 2022.07 ~ : 제11대 서울특별시의회 의원
  - 2022.07 ~ 2024.06: 제11대 서울특별시의회 전반기 의장
  - 2024.07 ~ : 제11대 서울특별시의회 후반기 주택공간위원회 위원
- 2022.07 ~ 2023.09: 제18대 대한민국시도의회의장협의회 회장
- 2023.07 ~ 2023.09: 대통령 직속 지방시대위원회 당연직위원
- 2023.09 ~ 2024.06: 제18대 대한민국시도의회의장협의회 회원

## 역대 선거 결과
|  | 66.59% |

|  | 54.42% |

|  | 55.36% |

|  | 43.00% |

|  | 71.46% |